# Го Чжэнсинь
Го Чжэньси́нь (кит. 郭政新, род. 1 апреля 1979 года в Харбине) — китайский фигурист, выступавший в одиночном катании, двукратный бронзовый призёр чемпионатов мира среди юниоров (1996 и 1997 годы). Он представлял страну на зимних Олимпийских играх 1998 года, где занял восьмое место — (лучший результат китайских спортсменов-одиночников на данный момент у фигуриста Хань Янь на Олимпиаде в Сочи - 7-е место. http://www.isuresults.com/results/owg2014/CAT001RS.HTM). Он первым в истории исполнил два четверных прыжка в произвольной программе на международных соревнованиях — Олимпийских играх в Нагано.